# Иссык-Кёль (Тюпский район)
Иссык-Кёль (кирг. Иссык-Көл) — село в Тюпском районе Иссык-Кульской области Киргизии. Административный центр Иссык-Кёльского аильного округа. Код СОАТЕ — 41702 225 815 01 0.

## Население
По данным переписи 2022 года, в селе проживало 1 815 человека.